# Куручай (река, впадает в Каспийское море)
Куручай (азерб. Quruçay) — река в Азербайджане. Протекает по территории Губинского и Хачмазского районов. В верхнем течении называется Сусайчай, а в нижнем — Мазарчай.

## Описание
Длина Куручая 77 км, площадь бассейна — 220 км². Исток реки расположен на Боковом хребте, на высоте 2550 м. Река впадает в Каспийское море. Река питается дождевыми, а также частично снеговыми и подземными водами. Вода реки используется в орошении. Летом уровень воды в реке значительно снижается.

## Топонимика
Слово «куру» (азерб. quru) означает «пересохший, маловодный».